# Impatiens aquatilis
Impatiens aquatilis är en balsaminväxtart som beskrevs av Joseph Dalton Hooker. Impatiens aquatilis ingår i släktet balsaminer, och familjen balsaminväxter. Inga underarter finns listade i Catalogue of Life.